# ایلامپو
ایلامپو (به اسپانیایی: Illampu) یک کوه در بولیوی است که در شهرستان لاپاز (بولیوی) واقع شده‌است. ایلامپو ۶٬۳۶۸ متر بالاتر از سطح دریا واقع شده‌است.